# Deux Mamelles
Deux Mamelles [dö mamell], Colines des Mamelles nebo jen krátce Mamelles, je dvojice kopců v Ouakamu, což je předměstí Dakaru; leží v Senegalu na Zeleném mysu.
Kopce jsou sopečného původu a tvoří je pozůstatky náhorní plošiny z počátku čtvrtohor. Jejich vrcholy mají nadmořskou výšku pouze 99 m a 105 m, výrazně však převyšují okolní rovinu. Název kopců pochází z jejich tvaru – „mamelle“ znamená ve francouzštině „prs“.
Na kopci stojícím blíž k mořskému pobřeží se nachází maják Phare des Mamelles, na kopci směrem do vnitrozemí byl v roce 2010 odhalen Monument znovuzrození Afriky.